# Каланджанус
Каланджа̀нус (на италиански: Calangianus; на сардински: Calanzanos, Каланцанос, на местен диалект Caragnani, Караняни) е малко градче и община в Южна Италия, провинция Сасари, автономен регион и остров Сардиния. Разположено е на 518 m надморска височина. Населението на общината е 4337 души (към 2010 г.).